# Libellule fauve
Libellula fulva
Espèce
Statut de conservation UICN

 LC  : Préoccupation mineure
La libellule fauve (Libellula fulva) est une espèce d'odonates du sous-ordre des anisoptères.

## Description
Le mâle adulte a un abdomen bleu clair portant des taches noires, les deux derniers segments de l'abdomen sont noirs. La femelle adulte et le jeune mâle ont tous deux un abdomen orange vif avec une large bande médiodorsale traversant tout l'abdomen. 
Cette libellule mesure quelque 45 mm de long et présente une envergure moyenne de 74 mm. L'apex des ailes est sombre. 

## Répartition
On la trouve dans toute l'Europe. Le statut de cette espèce est considéré comme particulièrement préoccupant en Grande-Bretagne à cause de la raréfaction de son habitat idéal.
La libellule fauve vit dans les plaines d'inondation et les marais à végétation dense, abondante. Les adultes s'observent de mai à août, période où ils s'accouplent et où les femelles pondent leurs œufs dans la boue du lit d'un cours d'eau à faible courant, les larves se développent sous l'eau, d'ordinaire en deux ans.

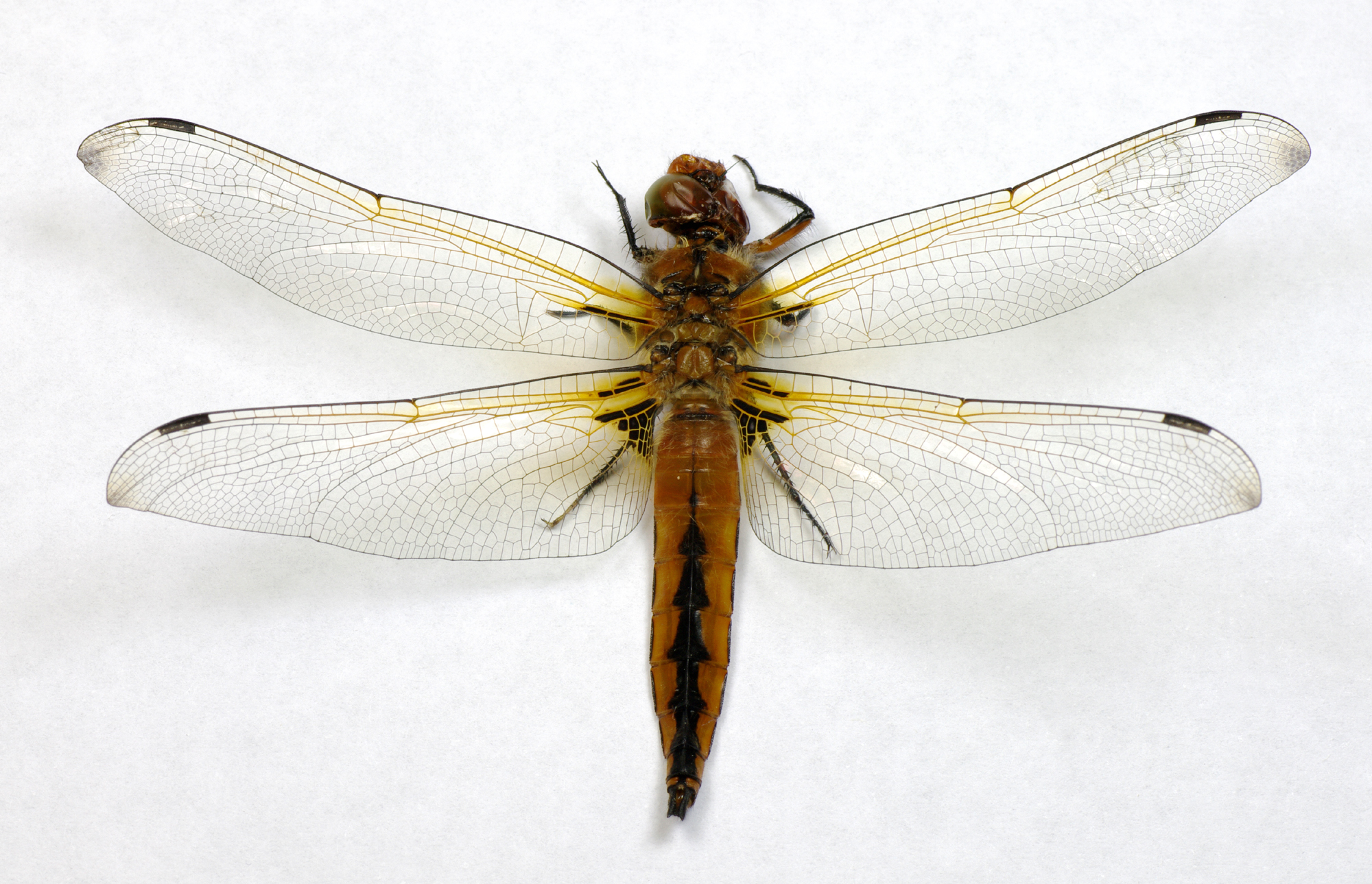
Mâle immature mort
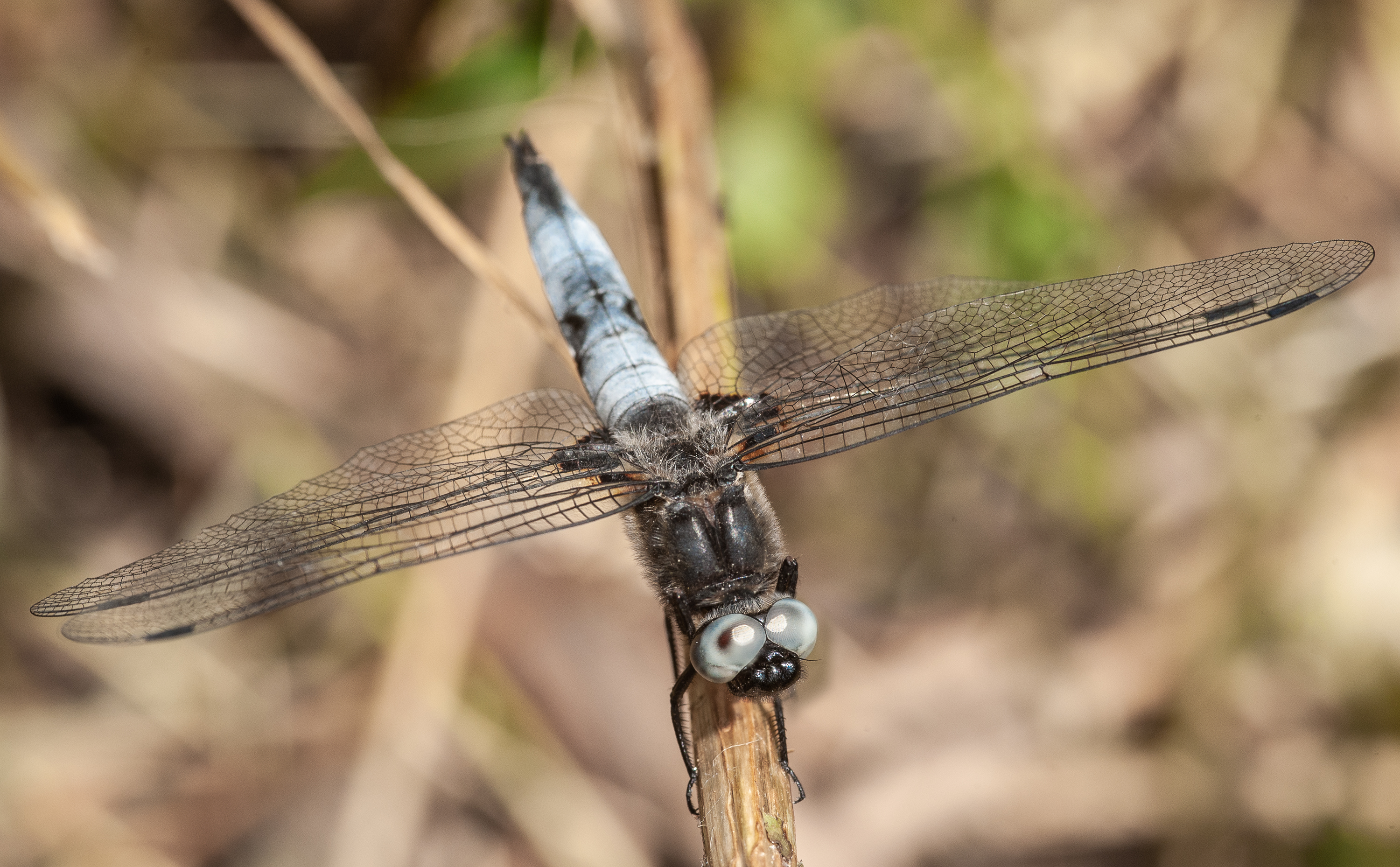
Mâle adulte sans tache au bout des ailes
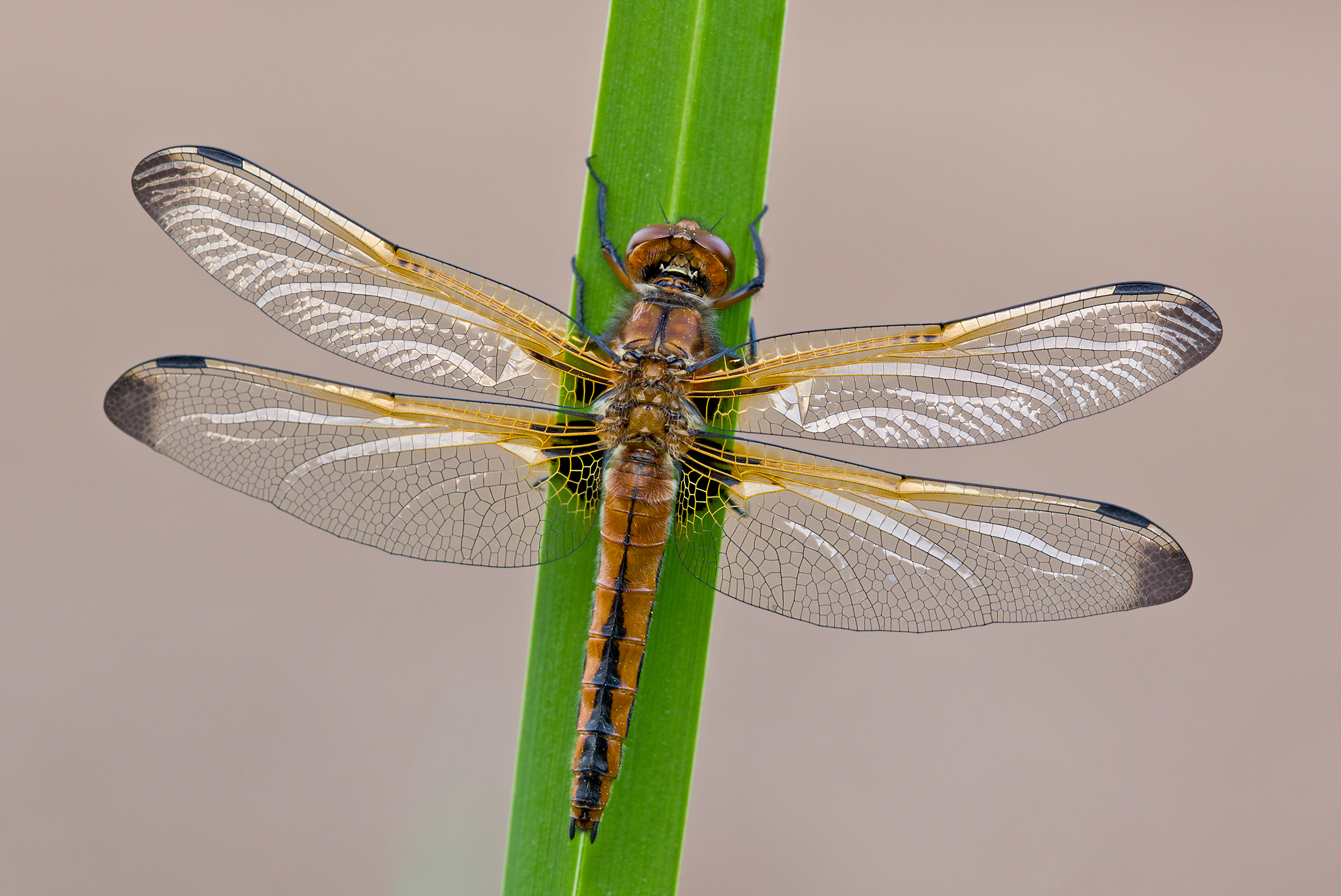
Femelle immature portant des taches distinctes au bout des ailes
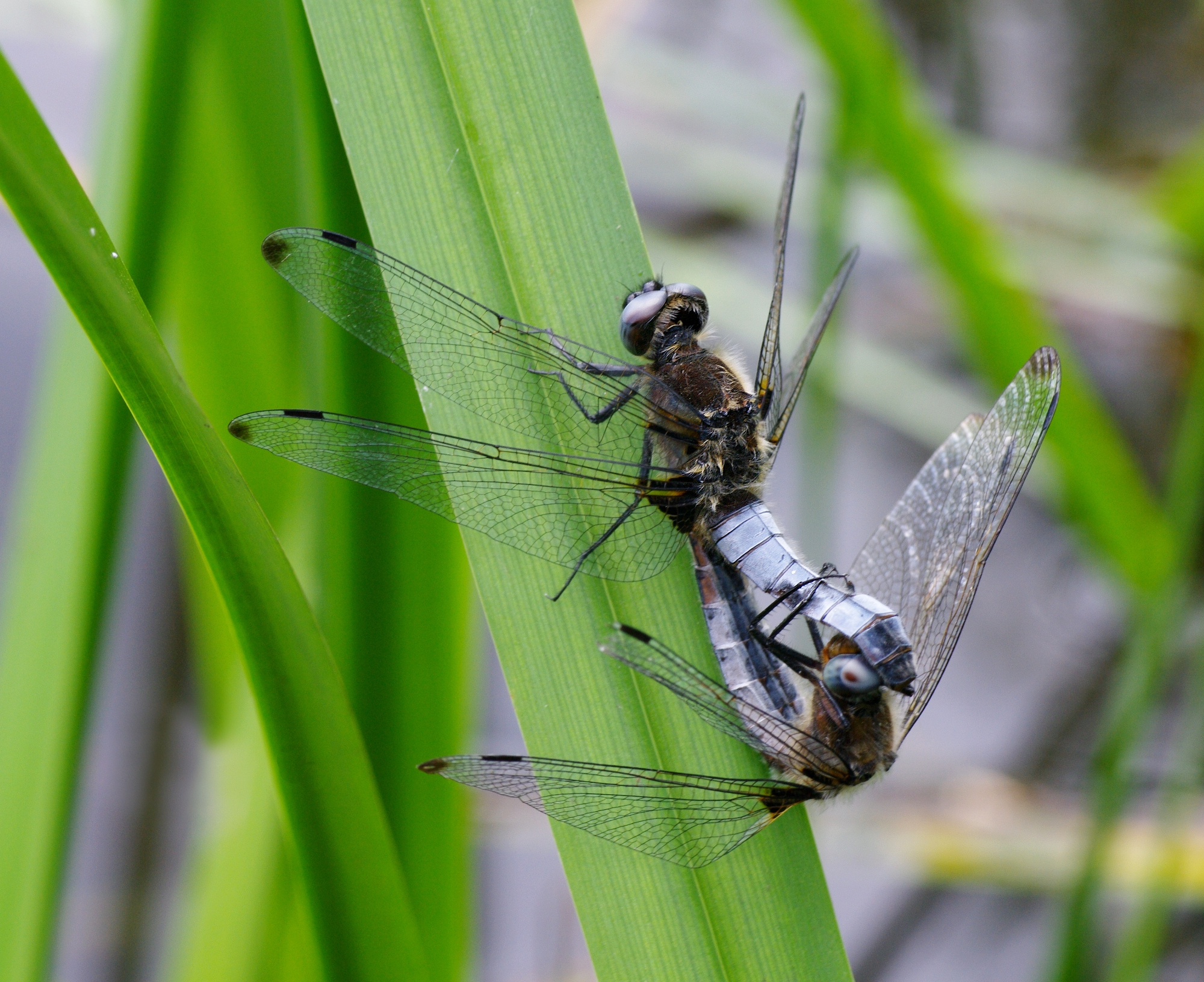
Accouplement
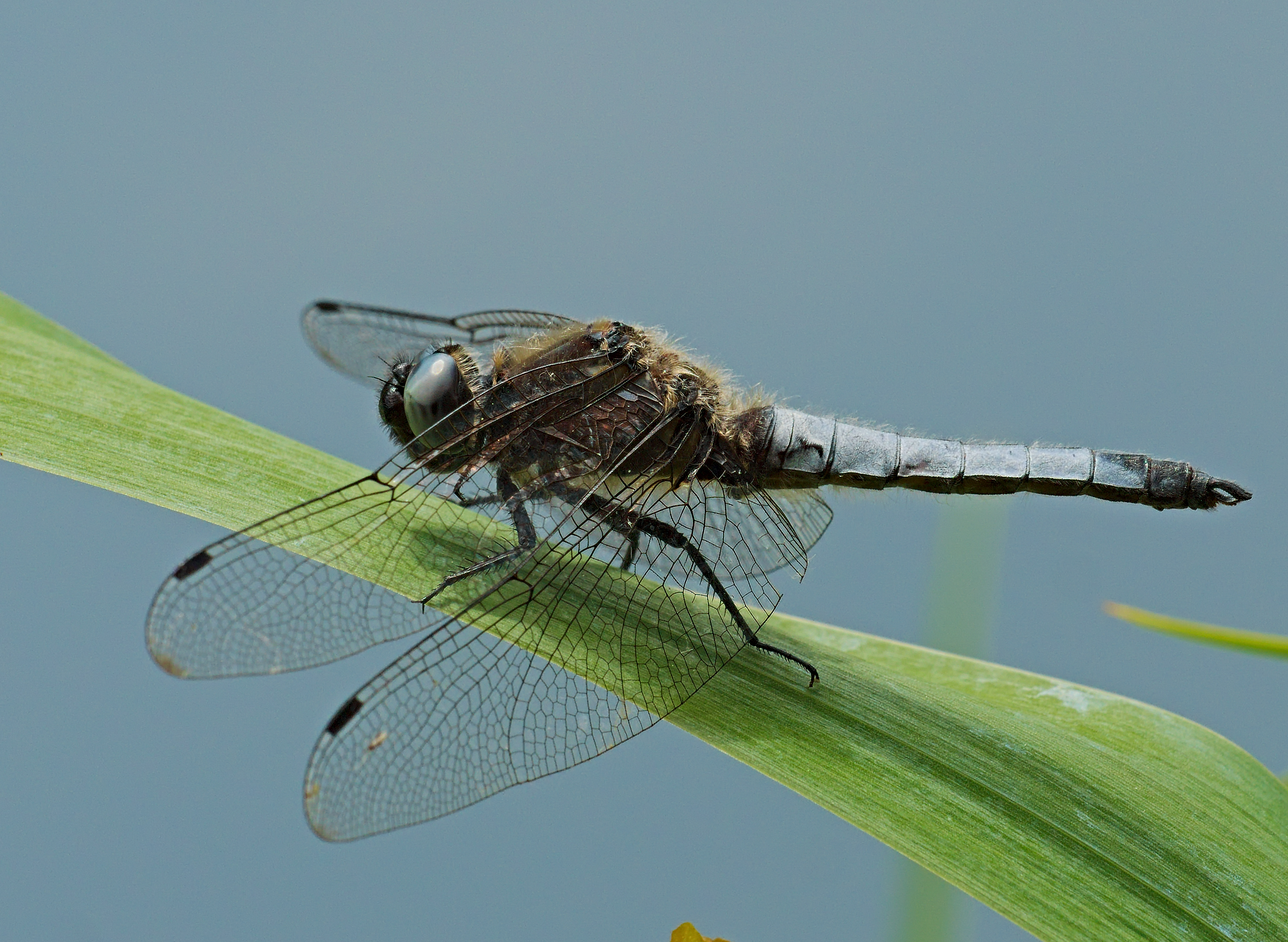
Une libellule fauve mâle en Allemagne.
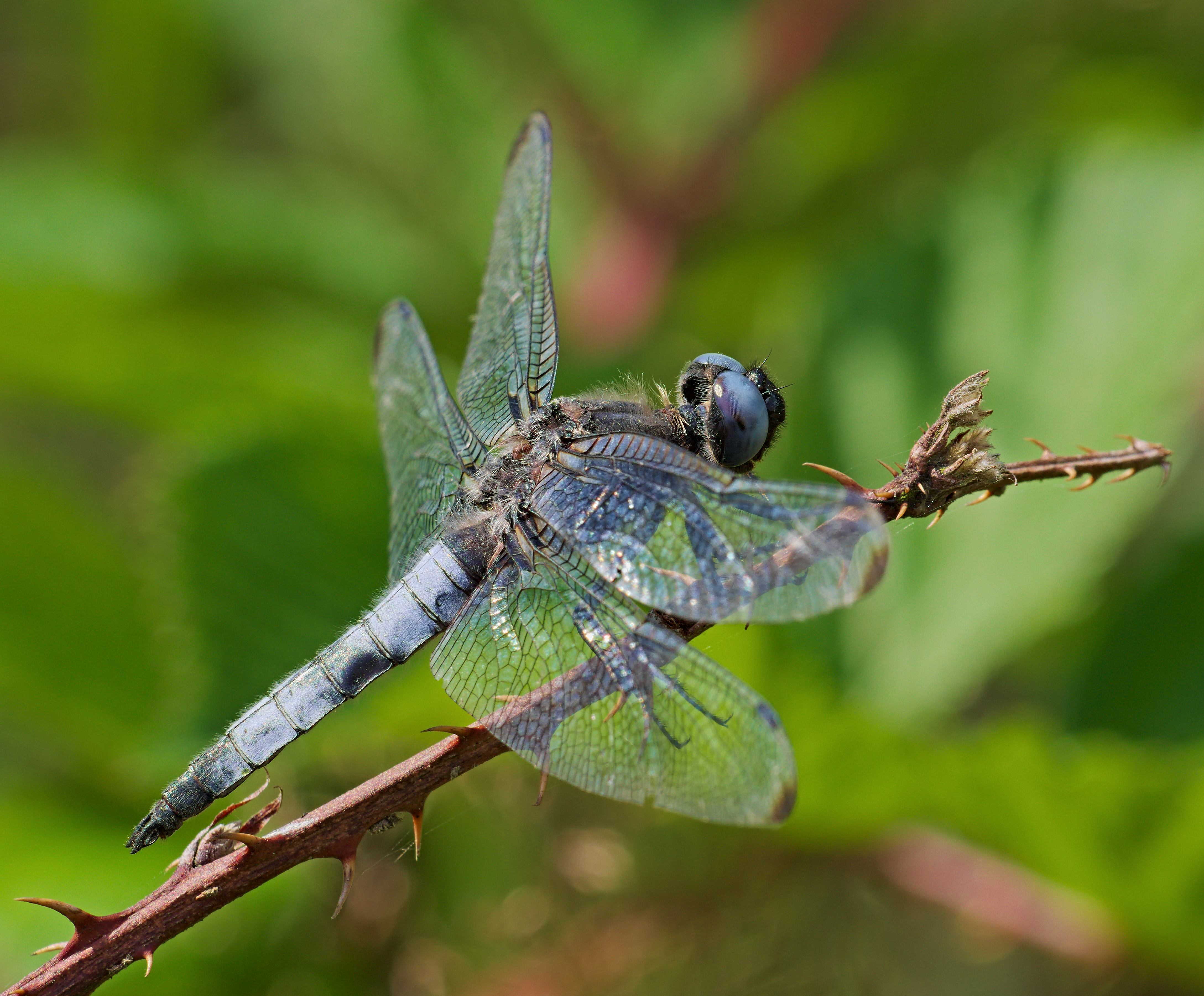
Autre libellule mâle.

## Espèce proche
- Libellula depressa [2]